# Стръмни рид
Стръмни рид (до 29 юни 1942 г. Юркиден даг) е планински рид в централната част на Източните Родопи, на територията на Област Кърджали.
Ридът се простира от юг на север на около 40 км, а ширината му е 15 – 22 км. На запад достига до долината на река Върбица, която го отделя от рида Жълти дял, а на изток и югоизток – до долината на река Крумовица и левият ѝ приток Кесебир (Вировица), които го отделят съответно от ридовете Ирантепе и Мъгленик. На север склоновете му се спускат стръмно до левия бряг на язовир „Студен кладенец“ на река Арда, а на югозапад долината на Чорбаджийска река (Къзълач) и притока ѝ Лозенградска река го отделят от рида Гюмюрджински снежник.
Билото му е тясно, разчленено и навълнено, като в средата се издига на 800 – 850 м н.в., а на юг и север се понижава. Най-високата му точка е едноименният връх Стръмни рид (960,2 м), разположен в централната му част. Склоновете му на запад и изток са дълбоко разчленени от къси реки и долове, притоци на Върбица и Крумовица, а на север – от река Бююкдере (десен приток на Арда) и нейните притоци. В североизточната част на рида между реките Бююкдере, Крумовица и Арда се издига изолиран рид известен под името Бойник планина (Юрпек) с най-висока точка връх Свети Илия (879 м). Целият рид е изграден от старотерциерни вулканити – андезити, латити, туфи, туфити и лавови брекчи. В релефа му личат стари вулкански покрови, потоци, гърла и др. Като цяло ридът е силно ерозиран, оголен и обезлесен. Установени са промишлени запаси от оловно-цинкови руди (рудниците „Пчелояд“ и „Песнопой“). Слабо развито селско стопанство – главно отглеждане на тютюн.
В западното подножие на рида е разположен град Момчилград, а по склоновете му има още няколко десетки малки села в общините Момчилград, Крумовград и Кирково.
През Стръмни рид и по неговите склонове преминават участъци от три пътя от Държавната пътна мрежа:
- В западната му част, от север на юг, на протежение от 44,5 км – участък от първокласен път № 5 Русе – Велико Търново – Стара Загора – Кърджали – ГКПП „Маказа“;
- През средата на рида, от запад на изток, от Момчилград до Крумовград, на протежение от 31,8 км – участък от второкласен път № 59 Момчилград – Крумовград – ГКПП „Ивайловград“ (не е изграден);
- През югоизточната му част, на протежение от 36,7 км – целият участък от третокласен път № 509 Крумовград – Токачка – ГКПП „Маказа“.[2]

По западното му подножие, по долината на река Върбица, от Кърджали до село Подкова, преминава участък от трасето на жп линията Русе – Стара Загора – Подкава.
В северната част на рида, в района на село Татул е разкрит забележителният тракийски култов комплекс „Светилището на Орфей“.

## Топографска карта
- Лист от карта K-35-87. Мащаб: 1 : 100 000.
- Лист от карта K-35-88. Мащаб: 1 : 100 000.